# Сметаны
Сметаны — деревня в Котельничском районе Кировской области в составе Родичевского сельского поселения.

## География
Располагается непосредственно на юго-запад от центра поселения деревни  Родичи.

## История
Была известна с 1802 года как починок Сметанинский с 4 дворами. В 1873 году здесь (починок Сметанинский или Чагаевы) было учтено дворов 12 и жителей 106, в 1905 (Сметанинский или Сметаны) 24 и 139, в 1926 (деревня Сметаны) 29 и 178, в 1950 15 и 64, в 1989 оставалось 5 человек. Ныне имеет дачный характер.

## Население
Постоянное население не было учтено как в 2002 году, так и в 2010.